# 2008-as GAINSCO Auto Insurance Indy 300
A 2008-as GAINSCO Auto Insurance Indy 300 nyitotta a 2008-as IndyCar Series szezont 2008. március 29-én az 1,485 mérföldes Homestead-Miami Speedwayen. A sorozat történetében először fordult elő, hogy a bajnokság címvédője nem állt rajthoz, ugyanis Dario Franchitti a #40-es NASCAR Sprint Cup Series autót vezeti idén a Chip Ganassi Racingnél. A 2003-as szezon bajnoka Scott Dixon nyerte a szezonnyitó futamot Marco Andretti és Dan Wheldon előtt.

## Rajtfelállás
| Rajtsor | Belső ív | Belső ív          | Külső ív | Külső ív        |
| ------- | -------- | ----------------- | -------- | --------------- |
| 1       | 9        | Scott Dixon       | 7        | Danica Patrick  |
| 2       | 6        | Ryan Briscoe      | 26       | Marco Andretti  |
| 3       | 3        | Hélio Castroneves | 11       | Tony Kanaan     |
| 4       | 27       | Hideki Mutoh      | 25       | Marty Roth      |
| 5       | 17       | Ryan Hunter-Reay  | 4        | Vitor Meira     |
| 6       | 15       | Buddy Rice        | 14       | Darren Manning  |
| 7       | 34       | Franck Perera     | 5        | Oriol Servià    |
| 8       | 02       | Justin Wilson     | 23       | Milka Duno      |
| 9       | 36       | Enrique Bernoldi  | 33       | E.J. Viso       |
| 10      | 8        | Will Power        | 18       | Bruno Junqueira |
| 11      | 19       | Mario Moraes      | 10       | Dan Wheldon     |
| 12      | 24       | Jay Howard        | 20       | Ed Carpenter**  |
| 13      | 2        | A.J. Foyt IV**    |          |                 |

- ** Carpenter eredetileg a 2., míg Foyt IV a 3. helyre kvalifikálta magát, de az autójuk megbukott az időmérő utáni ellenőrzésen, ezért törölték az eredményüket.

## Futam
| Pozíció | #  | Pilóta            | Csapat                     | Futott kör | Idő/Kiesés oka | Rajthely | Élen | Pont |
| ------- | -- | ----------------- | -------------------------- | ---------- | -------------- | -------- | ---- | ---- |
| 1.      | 9  | Scott Dixon       | Chip Ganassi Racing        | 200        | 1:44:03.5914   | 1        | 67   | 50   |
| 2.      | 26 | Marco Andretti    | Andretti Green Racing      | 200        | +0.5828        | 4        | 85   | 43   |
| 3.      | 10 | Dan Wheldon       | Chip Ganassi Racing        | 200        | +1.4728        | 22       | 9    | 35   |
| 4.      | 3  | Hélio Castroneves | Team Penske                | 200        | +8.0340        | 5        | 4    | 32   |
| 5.      | 20 | Ed Carpenter      | Vision Racing              | 199        | + 1 Kör        | 24       | 0    | 30   |
| 6.      | 7  | Danica Patrick    | Andretti Green Racing      | 199        | + 1 Kör        | 2        | 0    | 28   |
| 7.      | 17 | Ryan Hunter-Reay  | Rahal Letterman Racing     | 199        | + 1 Kör        | 9        | 0    | 26   |
| 8.      | 11 | Tony Kanaan       | Andretti Green Racing      | 198        | + 2 Kör        | 6        | 35   | 24   |
| 9.      | 2  | A. J. Foyt IV     | Vision Racing              | 198        | + 2 Kör        | 25       | 0    | 22   |
| 10.     | 4  | Vitor Meira       | Panther Racing             | 197        | + 3 Kör        | 10       | 0    | 20   |
| 11.     | 15 | Buddy Rice        | Dreyer & Reinbold Racing   | 196        | +4 Kör         | 11       | 0    | 19   |
| 12.     | 5  | Oriol Servià      | KV Racing Technology       | 195        | + 5 Kör        | 14       | 0    | 18   |
| 13.     | 14 | Darren Manning    | A.J. Foyt Enterprises      | 194        | + 6 Kör        | 12       | 0    | 17   |
| 14.     | 34 | Franck Perera     | Conquest Racing            | 194        | + 6 Kör        | 13       | 0    | 16   |
| 15.     | 02 | Justin Wilson     | Newman/Haas/Lanigan Racing | 193        | + 7 Kör        | 15       | 0    | 15   |
| 16.     | 19 | Mario Moraes      | Dale Coyne Racing          | 187        | + 13 Kör       | 21       | 0    | 14   |
| 17.     | 33 | E. J. Viso        | HVM Racing                 | 183        | Baleset        | 18       | 0    | 13   |
| 18.     | 36 | Enrique Bernoldi  | Conquest Racing            | 149        | Kiállt         | 17       | 0    | 12   |
| 19.     | 6  | Ryan Briscoe      | Team Penske                | 126        | Ütközés        | 3        | 0    | 12   |
| 20.     | 23 | Milka Duno        | Dreyer & Reinbold Racing   | 122        | Ütközés        | 16       | 0    | 12   |
| 21.     | 25 | Marty Roth        | Roth Racing                | 53         | Kiállt         | 8        | 0    | 12   |
| 22.     | 24 | Jay Howard        | Roth Racing                | 50         | Kiállt         | 23       | 0    | 12   |
| 23.     | 18 | Bruno Junqueira   | Dale Coyne Racing          | 40         | Kiállt         | 20       | 0    | 12   |
| 24.     | 27 | Hideki Mutoh      | Andretti Green Racing      | 32         | Műszaki hiba   | 7        | 0    | 12   |
| 25.     | 8  | Will Power        | KV Racing Technology       | 24         | Műszaki hiba   | 19       | 0    | 10   |

## Külső hivatkozások
- IndyCar.com Archiválva 2008. december 16-i dátummal a Wayback Machine-ben